# 木祖村

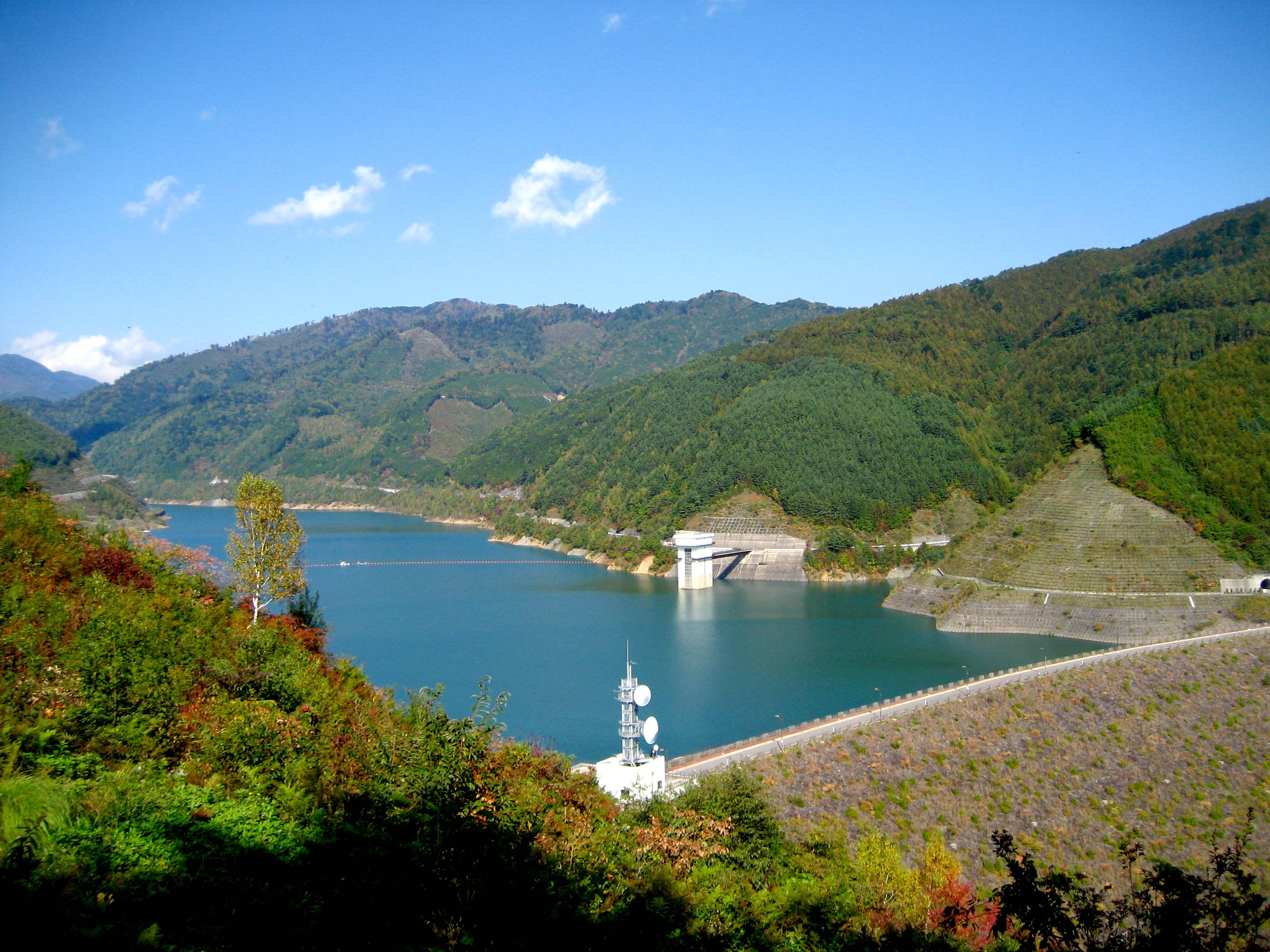
味噌川ダム

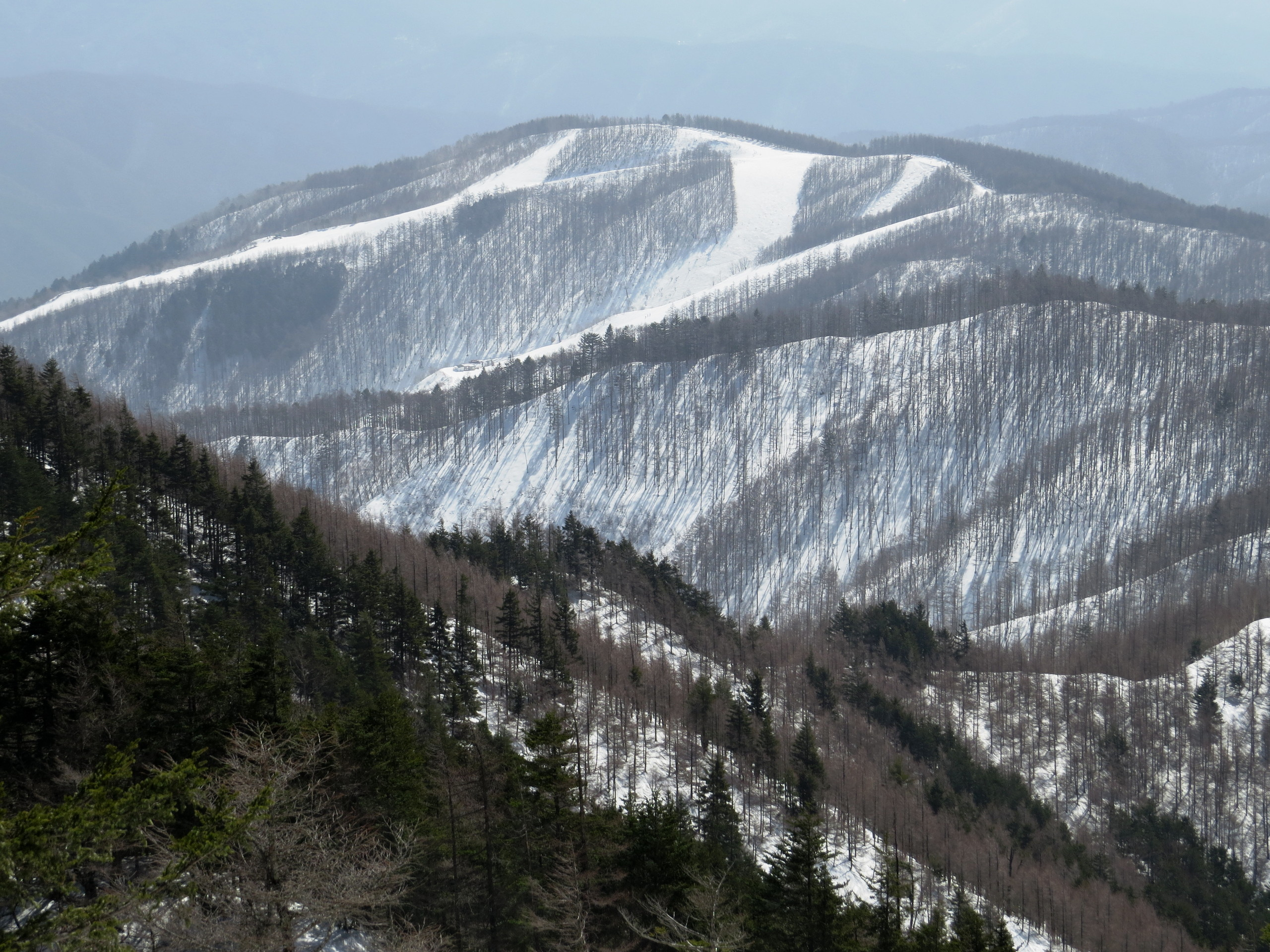
やぶはら高原スキー場

木祖村（きそむら）は、長野県木曽郡にある村。周囲を2,000m級の山に囲まれた、木曽川の最上流に位置する山あいの村である。

## 概要

### 地名の由来
村の名称は、木曽郡を縦断する木曽川の源流の地であることから、木曽の祖という意味を込めて名付けられた。

## 地理

### 地形

#### 河川
主な川
- 味噌川（木曽川） - 源流地である。

#### 湖沼
主なダム湖
- 味噌川ダム

### 人口
| |                                        |  |
| 木祖村と全国の年齢別人口分布（2005年） | 木祖村の年齢・男女別人口分布（2005年） |  |
| ■紫色 ― 木祖村 ■緑色 ― 日本全国 | ■青色 ― 男性 ■赤色 ― 女性              |  |
| 木祖村（に相当する地域）の人口の推移 \| 1970年（昭和45年） \| 4,375人 \| \| \| 1975年（昭和50年） \| 4,317人 \| \| \| 1980年（昭和55年） \| 4,190人 \| \| \| 1985年（昭和60年） \| 4,318人 \| \| \| 1990年（平成2年） \| 4,300人 \| \| \| 1995年（平成7年） \| 3,738人 \| \| \| 2000年（平成12年） \| 3,596人 \| \| \| 2005年（平成17年） \| 3,361人 \| \| \| 2010年（平成22年） \| 3,134人 \| \| \| 2015年（平成27年） \| 2,926人 \| \| \| 2020年（令和2年） \| 2,692人 \| \| |                                        |  |
| 総務省統計局 国勢調査より |                                        |  |
| 1970年（昭和45年） | 4,375人                                |  |
| 1975年（昭和50年） | 4,317人                                |  |
| 1980年（昭和55年） | 4,190人                                |  |
| 1985年（昭和60年） | 4,318人                                |  |
| 1990年（平成2年） | 4,300人                                |  |
| 1995年（平成7年） | 3,738人                                |  |
| 2000年（平成12年） | 3,596人                                |  |
| 2005年（平成17年） | 3,361人                                |  |
| 2010年（平成22年） | 3,134人                                |  |
| 2015年（平成27年） | 2,926人                                |  |
| 2020年（令和2年） | 2,692人                                |  |

### 隣接自治体
長野県
- 松本市
- 塩尻市
- 木曽郡：木曽町
- 東筑摩郡：朝日村

## 歴史

### 近世
江戸時代
- 中山道35番目の宿場町として藪原宿が整備される。また尾張藩の鷹匠役所も設置されていた。

### 沿革
明治
- 1889年（明治22年）4月1日 - 町村制の施行により、藪原村、小木曽村及び菅村の区域をもって、木祖村が発足する。

昭和
- 1968年（昭和43年）5月1日 - 西筑摩郡が名称を変更して、木曽郡となる。

平成
- 1991年（平成3年） - 村民憲章、村木・村花を制定。

令和
- 2019年（令和元年）11月19日 - 村制130周年を記念し村歌「源流よ永遠に」を制定。

### 変遷表
| 明治元年               | 明治7年 9月7日       | 明治9年 8月21日      | 明治12年 1月4日 郡区町村 編成法施行 | 明治16年 11月10日        | 明治22年 4月1日 町村制施行 | 昭和43年 5月1日 郡名変更 | 現在                 |
| ---------------------- | -------------------- | -------------------- | ----------------------------------- | ------------------------ | -------------------------- | ------------------------ | -------------------- |
| 信濃国 筑摩郡 藪原村   | 筑摩県 筑摩郡 木祖村 | 長野県 筑摩郡 木祖村 | 長野県 西筑摩郡 木祖村              | 長野県 西筑摩郡 藪原村   | 長野県 西筑摩郡 木祖村     | 長野県 木曽郡 木祖村     | 長野県 木曽郡 木祖村 |
| 信濃国 筑摩郡 小木曽村 | 筑摩県 筑摩郡 木祖村 | 長野県 筑摩郡 木祖村 | 長野県 西筑摩郡 木祖村              | 長野県 西筑摩郡 小木曽村 | 長野県 西筑摩郡 木祖村     | 長野県 木曽郡 木祖村     | 長野県 木曽郡 木祖村 |
| 信濃国 筑摩郡 菅村     | 筑摩県 筑摩郡 木祖村 | 長野県 筑摩郡 木祖村 | 長野県 西筑摩郡 木祖村              | 長野県 西筑摩郡 菅村     | 長野県 西筑摩郡 木祖村     | 長野県 木曽郡 木祖村     | 長野県 木曽郡 木祖村 |

## 政治

### 行政

#### 村長
- 奥原秀一 2022年10月16日就任、1期目。

#### 役所
役場
- 木祖村役場

木祖村 名古屋出張所

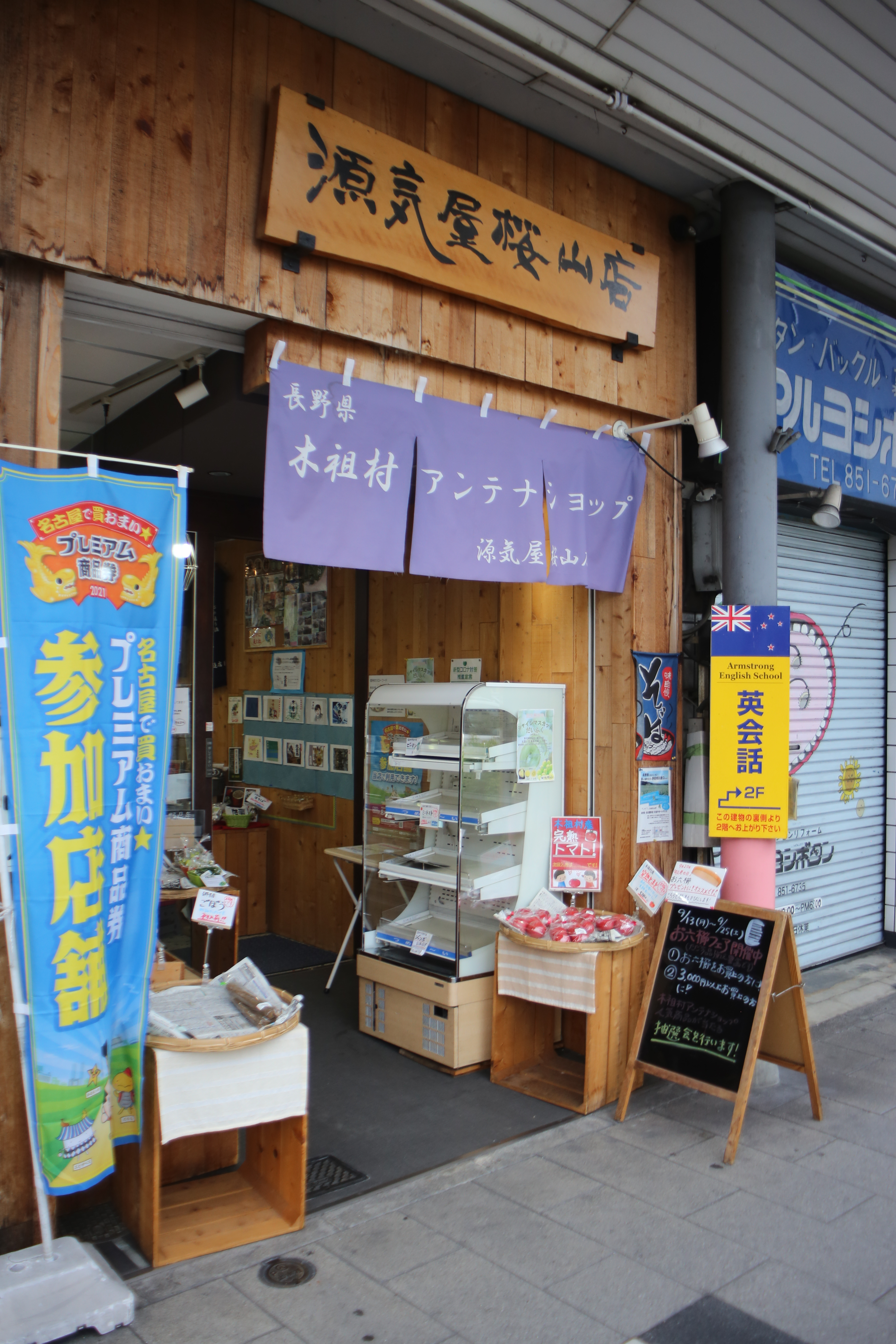
木祖村アンテナショップ

- 2008年4月　愛知県名古屋市の株式会社スミ設備の事務所を一部借用して開設。
- 2012年4月　木祖村アンテナショップ「源気屋桜山店」と同じ場所に移転。

〒466‐0044　名古屋市昭和区桜山町6丁目104－37

#### 広域連合
- 木曽広域連合（木曽郡の6町村で構成）

## 施設

### 警察署
本部
- 長野県警察 木曽警察署（木曽郡の6町村を所轄し、木曽町に所在）

### 消防
本部
- 木曽広域消防本部（木曽広域連合が運営。木曽消防署が木曽町に、北分署が木祖村に所在）

## 対外関係

### 姉妹都市・提携都市

#### 国内
提携都市
- 日進市（中部地方 愛知県）
1992年（平成4年）4月12日 - 友好都市提携

## 経済

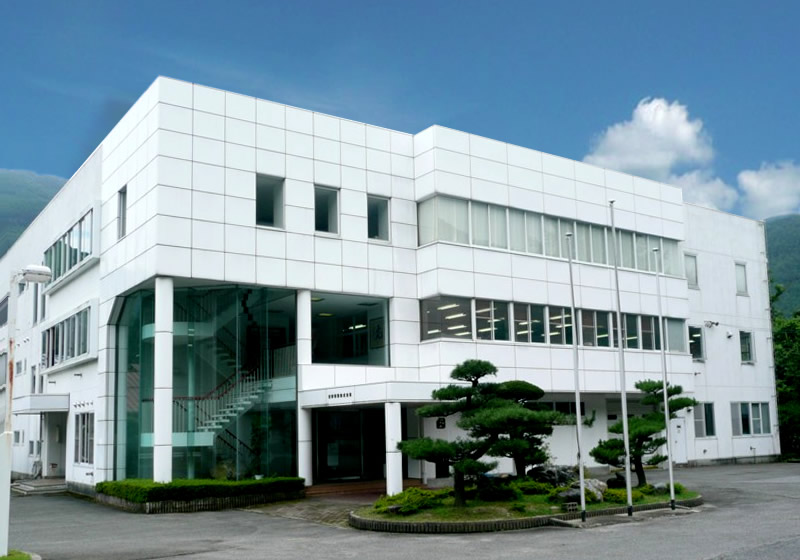
日野製薬本社

### 第一次産業

#### 林業
- 木曽檜

### 第二次産業

#### 製薬業
- 日野製薬

### 第三次産業

#### 観光業
スノーリゾートや中山道藪原宿など

## 情報・通信

### マスメディア

#### 中継局
- 木祖楢川中継局

## 教育

### 中学校
村立
- 木祖村立木祖中学校

### 小学校
村立
- 木祖村立木祖小学校

## 交通

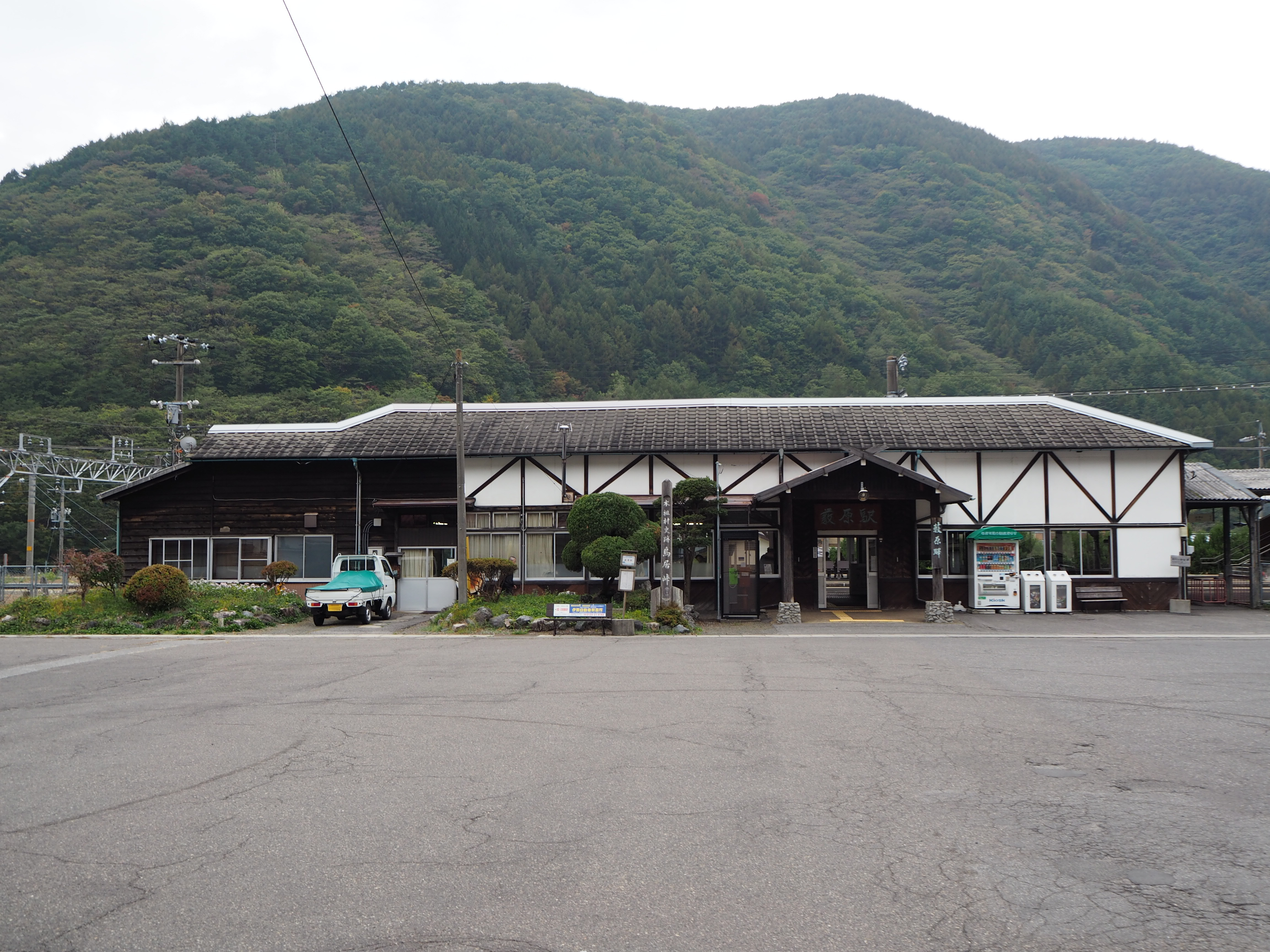
藪原駅

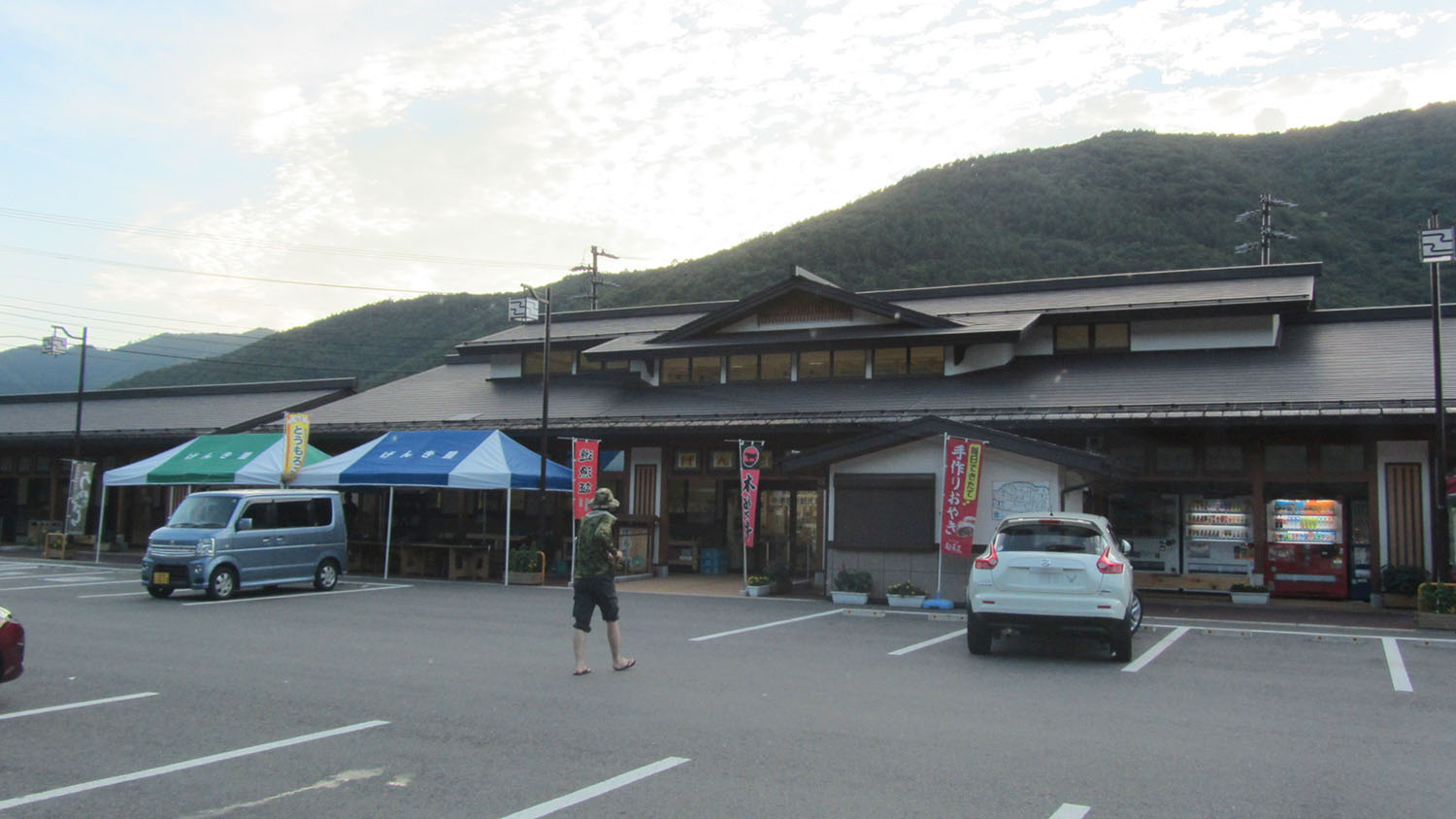
道の駅木曽川源流の里 きそむら

### 鉄道
中心となる駅：藪原駅

#### 鉄道路線
東海旅客鉄道（JR東海）
- ■中央本線：- 藪原駅 -

### バス

#### 路線バス
- 木祖村営バス

### 道路

#### 国道
- 国道19号

#### 県道
主要地方道
- 長野県道26号奈川木祖線

### 道の駅
- 道の駅木曽川源流の里 きそむら

## 観光

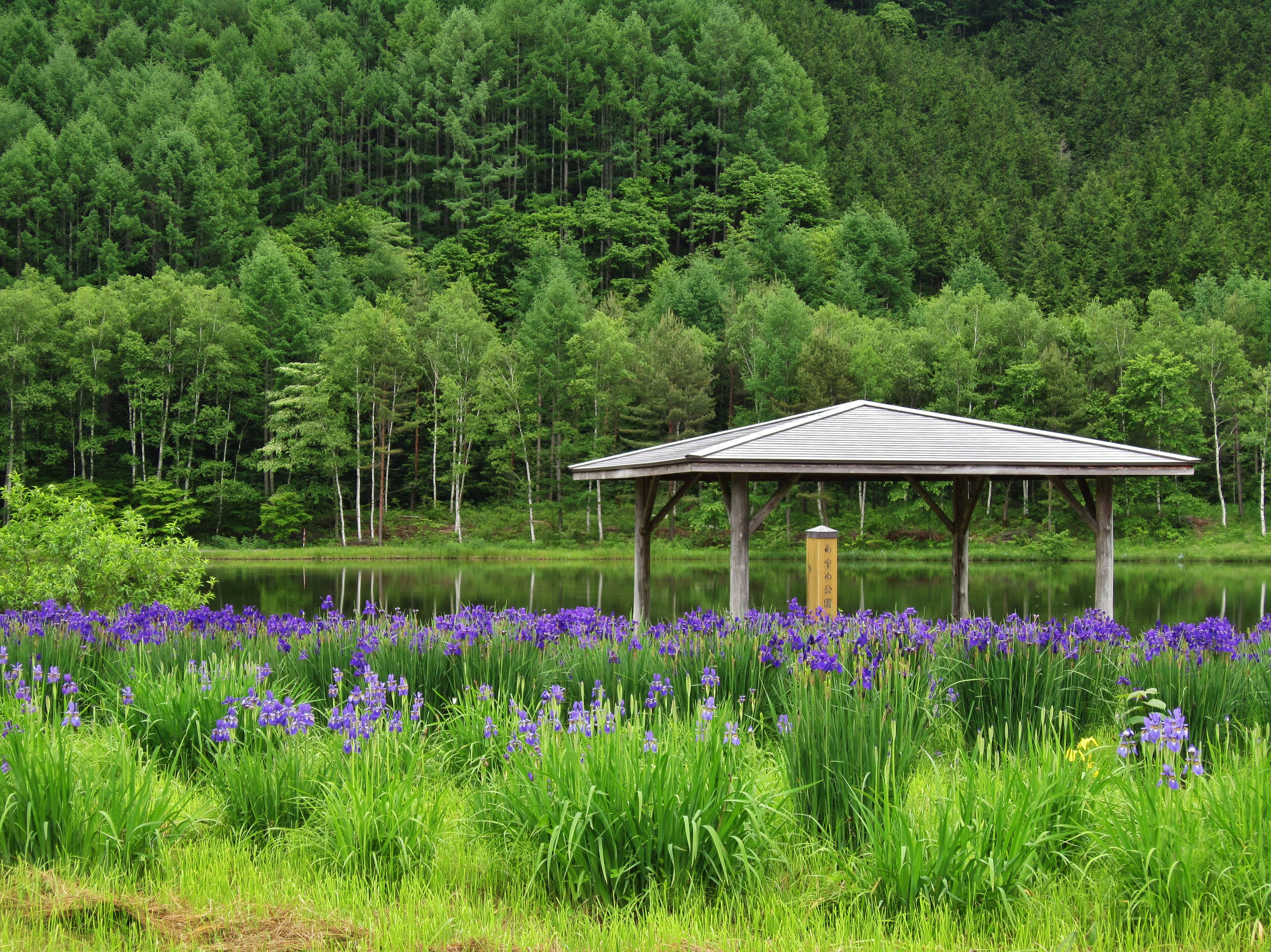
あやめ公園池

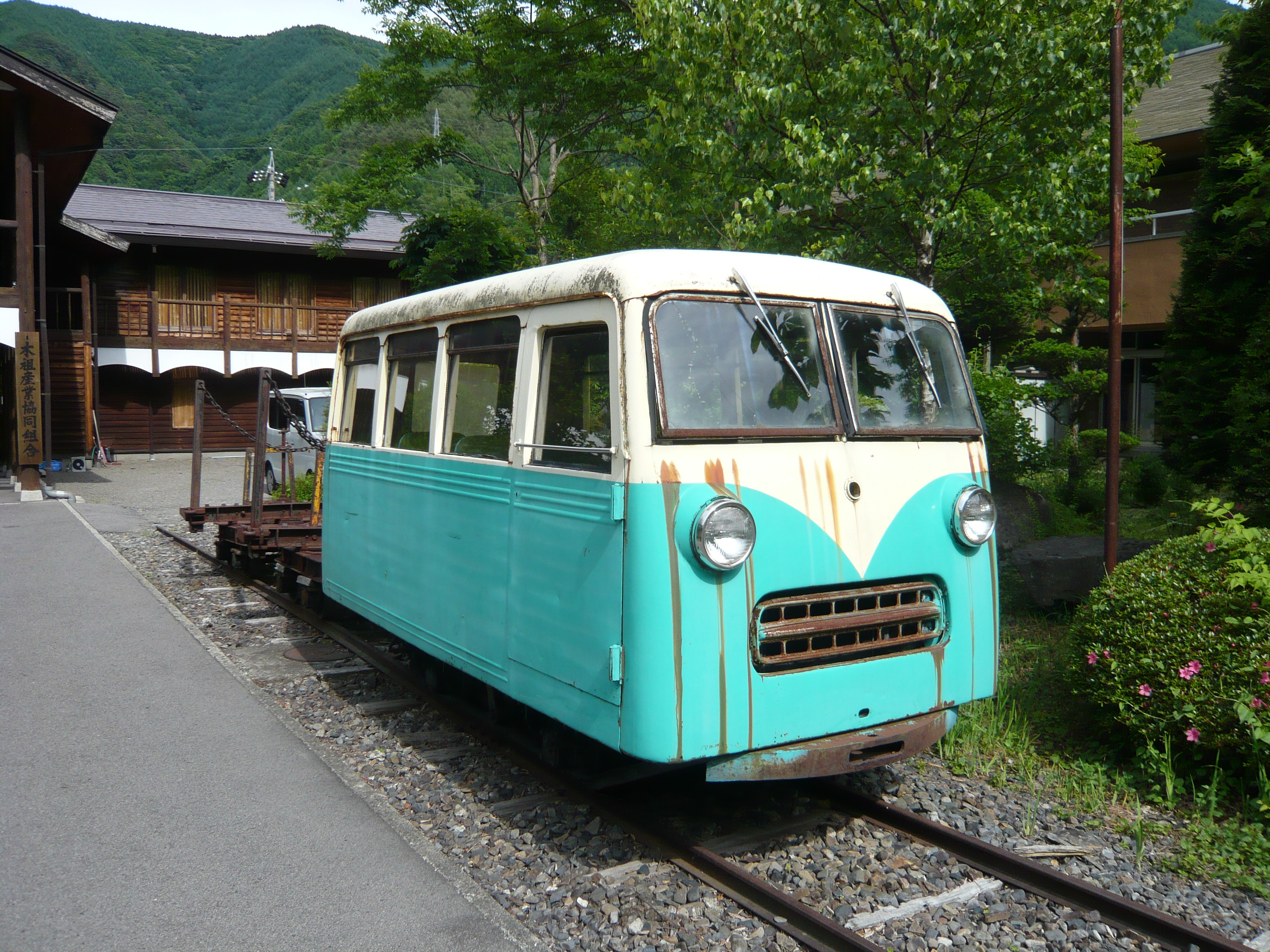
木曽森林鉄道モーターカー（木祖村木工文化センター前）

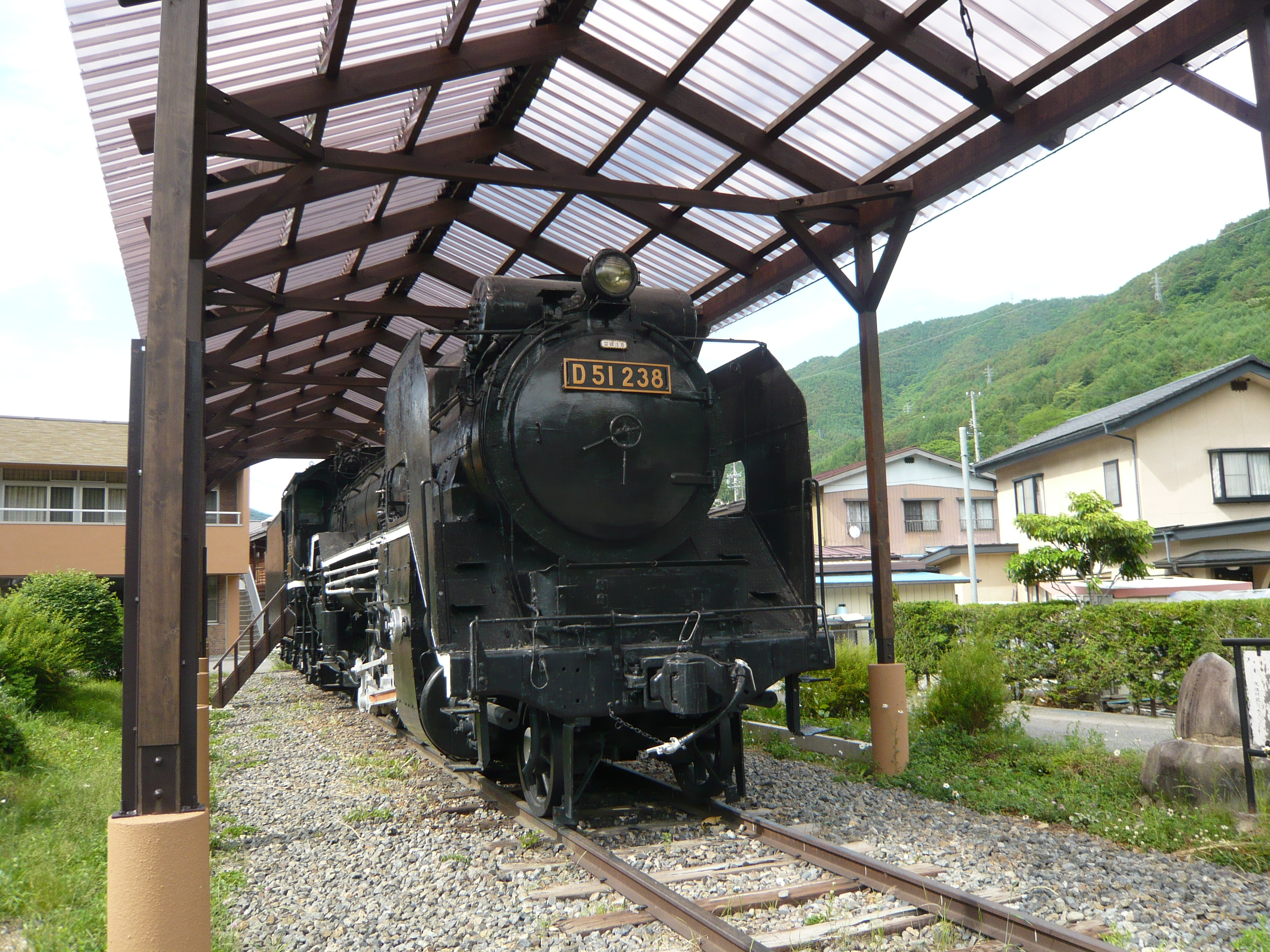
木祖村木工文化センターに展示してあるSL

### 名所・旧跡
街道
- 中山道 藪原宿
  - 宮川家史料館（宮川漆器店）

### 主な神社
- 藪原神社
- 縁結神社

### 寺院
- 極楽寺

### 観光スポット
- やぶはら高原スキー場
- 信州やぶはら高原こだまの森
- 水木沢天然林（平成の名水百選）- 村の源頭部に広がる水木沢天然林は、殆どが樹齢200年以上という広大な原生林。良木の産地である木曽谷は、江戸時代初期に城郭建築や河川整備の為に乱伐され、多くの木を失うことになった。その反省から森林資源を保護するため、尾張藩が「留山制度」という伐採を禁止する制度を定めた。禁止されたのは、ヒノキ、サワラ、ネズコ、アスナロ、コウヤマキで、それらは「木曽五林」と呼ばれる。制度の徹底ぶりは「木一本首一つ」と言われるほど厳しいものだったという。
- あやめ公園池（ため池百選）
- 鳥居峠

## 文化・名物

### 祭事・催事
- 藪原祭り（藪原神社例大祭）

### 名産・特産
- お六櫛

## 出身関連著名人

### 出身著名人
- 笹川勇 - 放送作家（ネプリーグ、ブーケをねらえ!他）

### マスコット
- 源流の源気くん（公式キャラクター）
- いっせー（木祖村観光大使）

## 木祖村を舞台とした作品

### 音楽
- 「森のしずく〜Root of Hearts〜」 - 雅音人による木祖村のイメージソング[2]。
- 「源流よ永遠に」 - 雅音人による木祖村の公式村歌[3]。令和元年11月制定。